# کالج هیل شمالی (اوهایو)
کالج هیل شمالی(به انگلیسی: North College Hill) شهری در ایالت اوهایو کشور ایالات متحده آمریکا است که جمعیت آن در سرشماری سال ۲۰۱۰ میلادی، ۹٬۳۹۷ نفر بوده‌است.